# 武藤覚
武藤 覚（むとう あきら、1976年4月22日 - ）は、青森県十和田市出身のサッカー指導者。

## 経歴
筑波大学大学院に在学中、茨城県内の高校での指導を経て、2001年にU-15・16日本代表のテクニカルサポートスタッフに就任。2003年から2007年にかけて横浜F・マリノスのアシスタントコーチを務めた。
契約満了で横浜FMを退任後、2008年に日本代表のテクニカルスタッフに就任し、2010 FIFAワールドカップに帯同。2010年からはU-21・22・23日本代表のアシスタントコーチとして他国のスカウティングを担当し、ロンドンオリンピックでベスト4入りに貢献した。
2013年は杭州緑城足球倶楽部で1年間コーチ、2014年はジェフユナイテッド千葉のコーチを務めた。
2015年にアビスパ福岡のアシスタントコーチに就任 し、2017年シーズン終了後に退任した。
その後は日本サッカー協会ナショナルトレセンコーチ東北チーフを務め、2021年12月23日にザスパクサツ群馬のヘッドコーチ就任が発表された。
2024年5月8日に成績不振で退任した大槻毅の後任としてザスパ群馬の監督に就任。
しかし、就任後もチームは上向かずJ2最下位でのJ3降格となってしまった。また2024年シーズン限りでの退任となった。
2025年より、松本山雅FCのヘッドコーチに就任。

## 所属クラブ・学歴
- 青森県立三本木高等学校
- 1995年 - 1999年 筑波大学
- 1999年 - 2002年 筑波大学大学院

## 指導歴
- 1995年 - 1998年 竹園東FC コーチ
- 1998年 - 1999年 筑波大学蹴球部 コーチ
- 1999年 - 2000年 水戸短期大学附属高等学校サッカー部 コーチ
- 2000年 - 2001年 茨城県立牛久栄進高等学校サッカー部 コーチ
- 2001年 - 2002年 水戸葵陵高等学校サッカー部 コーチ
- 2001年 - 2002年  U-15/16日本代表 テクニカルサポートスタッフ
- 2003年 - 2007年  横浜F・マリノス アシスタントコーチ
- 2008年 - 2010年  日本代表 テクニカルスタッフ
- 2010年 - 2012年  U-21/22/23日本代表 アシスタントコーチ
- 2013年  杭州緑城足球倶楽部 コーチ
- 2014年  ジェフユナイテッド市原・千葉 コーチ
- 2015年 - 2017年  アビスパ福岡
  - 2015年  トップチーム アシスタントコーチ
  - 2016年 - 2017年  トップチーム コーチ
- 2018年 - 2020年  日本サッカー協会ナショナルトレセンコーチ
- 2022年 - 2024年  ザスパ群馬
  - 2022年 - 2024年5月 トップチーム ヘッドコーチ
  - 2024年5月 - 同年11月 トップチーム 監督
- 2025年 -  松本山雅FC ヘッドコーチ

## 監督成績
| 年度 | 所属 | クラブ | リーグ戦 | リーグ戦 | リーグ戦 | リーグ戦 | リーグ戦 | リーグ戦 | カップ戦       | カップ戦  |
| 年度 | 所属 | クラブ | 順位     | 勝点     | 試合     | 勝       | 分       | 敗       | ルヴァンカップ | 天皇杯    |
| ---- | ---- | ------ | -------- | -------- | -------- | -------- | -------- | -------- | -------------- | --------- |
| 2024 | J2   | 群馬   | 20位     | 12       | 23       | 2        | 6        | 15       | -              | 2回戦敗退 |

- 2024年は5月より指揮。